# 程永玲
程永玲（1947年10月—2021年8月24日），四川江津人，中国四川清音表演艺术家，一级演员，中国曲艺家协会原副主席。